# 南巴列區
5°00′12″S 79°05′19″W / 5.0034°S 79.0885°W
南巴列區（西班牙語：Distrito de Namballe），是秘魯的一個區，位於該國北部卡哈馬卡大區的聖伊格納西奧省，始建於1943年12月28日，面積684.3平方公里，海拔高度1,120米，2005年人口8,501，人口密度每平方公里12人。